# 恒松制治
恒松 制治（つねまつ せいじ、1923年（大正12年）1月21日 - 2011年（平成23年）7月23日）は、日本の経済学者、政治家。島根県知事（3期）。第5代獨協大学学長。連邦制・道州制を提唱。戦国武将で尼子氏の家臣・立原久綱の後裔にあたる。

## 来歴・人物
島根県大田市生まれ。武蔵高等学校、京都帝国大学経済学部卒業後、農林省（現・農林水産省）入省。
1958年（昭和33年）学習院大学経済学部教授に転じ、1975年郷里の知事に担ぎ出され、日本社会党の推薦で初当選。県議の8割を占める保守系県議の支援も得て、3期務めた。任期中は、賛否が割れていた宍道湖・中海淡水化事業を巡って苦心したほか、1981年（昭和56年）には韓国・慶尚北道を訪れ、姉妹提携の筋道をつけた。予算編成時には、担当の部課長は知事の質問に備えていつも徹夜を強いられたという、また中堅を選抜し、庁内にビジョン研究会を編成。「エリート養成」と労組に言い切った。
引退後は東京都で暮らし、獨協大学学長などを務め、地方分権や道州制について積極的に発言した。
2011年7月23日、肺炎のため死去。88歳没。

### 交友関係
学生時代、岸本誠二郎のゼミで一緒になった若林誠郎（京都近鉄百貨店社長）は、同い年で一緒に価値論を勉強した仲だった。大学教員になった恒松に対して、若林は価値論と関係なく百貨店「丸物」に入ったものの、若林は出雲地方に知人が多く、知事時代の恒松の活躍を聞くのを楽しみにしていた。

## 略歴
- 1923年、島根県大田市生まれ。
- 1941年、武蔵高等学校卒業。
- 1947年、京都帝国大学経済学部卒業。
- 農林省入省。
- 農林省農業総合研究所出向。
- 1958年、学習院大学経済学部教授。
- 1975年、島根県知事（1987年まで）。
- 1988年、獨協大学経済学部教授（1992年まで）。
- 1992年、獨協大学第5代学長（1993年まで）。
- 1993年、埼玉総合研究機構理事長。
- その他、社団法人行革国民会議代表。
- 2011年7月23日、死去。88歳没。

## 著書

### 単著
- 『フィリピンの経済開発と国際収支』アジア経済研究所、1963年。
- 『農村経営論』学陽書房、1968年。
- 『地方財政論』良書普及会、1970年。
- 『変革の地方自治―当面する自治体の課題』学陽書房、1972年。
- 『変革に対応する地方財政』学陽書房、1974年。
- 『地方公務員のための財政学の知識』帝国地方行政学会、1974年。
- 『理にして温:自治と連帯の社会をめざして』ぎょうせい、1980年。
- 『変わるか!地方自治―ソフト志向、価値観、21世紀へ』学陽書房、1987年。
- 『財政学の知識』ぎょうせい、1989年。
- 『いま、ふるさと創生は』ぎょうせい、1990年。
- 『連邦制のすすめ―地方分権から地方主権へ』学陽書房、1993年。
- 『地方財政論：改訂版』良書普及会、2000年。

### 主な共著
- 『都市財政概論』有斐閣、1975年。
- 『地方創造への挑戦』ぎょうせい、1990年。
- 『地方自治のこころ―農業問題、活性化、人づくり、連邦制への視点』学陽書房、1990年。
- 『市民が政治を変える―どこへ行く?日本の21世紀』ほんの木、1994年。
- 『討論 地方分権』東方出版、1994年。
- 『地方自治の論点101』時事通信社、1998年。
- 『新 地方自治の論点106』時事通信社、2002年。

### 翻訳
- 『地域再開発―地域の経済・社会再開発のための計画指針』鹿島研究所出版会、1968年。
- 『都市経済学序説』鹿島研究所出版会、1969年。
- 『開発計画』鹿島研究所出版会、1970年。